# اریتروس ۴-فسفات
اریتروس ۴-فسفات (به انگلیسی: Erythrose 4-phosphate) با فرمول شیمیایی C4H9O7P یک ترکیب شیمیایی با شناسه پاب‌کم 5459862 است. که جرم مولی آن ۲۰۰٫۰۸۴ گرم بر مول می‌باشد. 